# Најагара на Језеру (Онтарио)
Најагара на Језеру (енгл. Niagara-on-the-Lake) је градић у Канади у покрајини Онтарио. Према резултатима пописа 2011. у граду је живело 15.400 становника.

## Становништво
Према резултатима пописа становништва из 2011. у граду је живело 15.400 становника, што је за 5,6% више у односу на попис из 2006. када је регистровано 14.587 житеља.
| 2006.  | 2011.  |
| ------ | ------ |
| 14.587 | 15.400 |